# Olympische Sommerspiele 2012/Teilnehmer (Vietnam)
| Gelbes Symbol für Goldmedaillen mit stilisierten Olympischen Ringen | Graues Symbol für Silbermedaillen mit stilisierten Olympischen Ringen | Braundes Symbol für Bronzemedaillen mit stilisierten Olympischen Ringen |
| ------------------------------------------------------------------- | --------------------------------------------------------------------- | ----------------------------------------------------------------------- |
| —                                                                   | —                                                                     | 1                                                                       |

Vietnam nahm in London an den Olympischen Spielen 2012 teil. Es war die insgesamt vierzehnte Teilnahme an Olympischen Sommerspielen. Das Uỷ ban Olympic Việt Nam nominierte achtzehn Athleten in elf Sportarten.

## Teilnehmer nach Sportart

### Badminton
| Athleten         | Wettbewerb | Gruppenphase | Gruppenphase | Achtelfinale  | Achtelfinale  | Viertelfinale | Viertelfinale | Halbfinale    | Halbfinale    | Finale        | Finale        | Rang |
| Athleten         | Wettbewerb | Punkte       | Rang         | Gegner        | Ergebnis      | Gegner        | Ergebnis      | Gegner        | Ergebnis      | Gegner        | Ergebnis      | Rang |
| ---------------- | ---------- | ------------ | ------------ | ------------- | ------------- | ------------- | ------------- | ------------- | ------------- | ------------- | ------------- | ---- |
| Männer           |            |              |              |               |               |               |               |               |               |               |               |      |
| Nguyễn Tiến Minh | Einzel     | 1            | 2            | ausgeschieden | ausgeschieden | ausgeschieden | ausgeschieden | ausgeschieden | ausgeschieden | ausgeschieden | ausgeschieden | -    |

### Fechten
| Athleten         | Wettbewerb   | 1. Runde       | 1. Runde | 2. Runde      | 2. Runde      | Achtelfinale  | Achtelfinale  | Viertelfinale | Viertelfinale | Halbfinale    | Halbfinale    | Finale        | Finale        | Rang |
| Athleten         | Wettbewerb   | Gegner         | Ergebnis | Gegner        | Ergebnis      | Gegner        | Ergebnis      | Gegner        | Ergebnis      | Gegner        | Ergebnis      | Gegner        | Ergebnis      | Rang |
| ---------------- | ------------ | -------------- | -------- | ------------- | ------------- | ------------- | ------------- | ------------- | ------------- | ------------- | ------------- | ------------- | ------------- | ---- |
| Männer           |              |                |          |               |               |               |               |               |               |               |               |               |               |      |
| Nguyễn Tiến Nhật | Degen Einzel | E. Alimschanow | 9-15     | ausgeschieden | ausgeschieden | ausgeschieden | ausgeschieden | ausgeschieden | ausgeschieden | ausgeschieden | ausgeschieden | ausgeschieden | ausgeschieden | 17   |

### Gewichtheben
| Athleten          | Wettbewerb       | Reißen  | Reißen | Stoßen  | Stoßen | Zweikampf | Zweikampf | Rang   |
| Athleten          | Wettbewerb       | Gewicht | Rang   | Gewicht | Rang   | Gewicht   | Rang      | Rang   |
| ----------------- | ---------------- | ------- | ------ | ------- | ------ | --------- | --------- | ------ |
| Frauen            |                  |         |        |         |        |           |           |        |
| Nguyễn Thị Thuý   | Klasse bis 53 kg | 85 kg   | 10     | 110 kg  | 8      | -         | -         | 8      |
| Männer            |                  |         |        |         |        |           |           |        |
| Trần Lê Quốc Toàn | Klasse bis 56 kg | 125 kg  | 3      | 159 kg  | 2      | -         | -         | Bronze |

### Judo
| Athleten    | Wettbewerb       | 1. Runde      | 1. Runde  | Achtelfinale  | Achtelfinale  | Viertelfinale | Viertelfinale | Hoffnungsrunde Halbfinale | Hoffnungsrunde Halbfinale | Halbfinale    | Halbfinale    | Hoffnungsrunde Finale | Hoffnungsrunde Finale | Finale        | Finale        | Rang |
| Athleten    | Wettbewerb       | Gegner        | Ergebnis  | Gegner        | Ergebnis      | Gegner        | Ergebnis      | Gegner                    | Ergebnis                  | Gegner        | Ergebnis      | Gegner                | Ergebnis              | Gegner        | Ergebnis      | Rang |
| ----------- | ---------------- | ------------- | --------- | ------------- | ------------- | ------------- | ------------- | ------------------------- | ------------------------- | ------------- | ------------- | --------------------- | --------------------- | ------------- | ------------- | ---- |
| Frauen      |                  |               |           |               |               |               |               |                           |                           |               |               |                       |                       |               |               |      |
| Văn Ngọc Tú | Klasse bis 48 kg | Sarah Menezes | 0002-0021 | ausgeschieden | ausgeschieden | ausgeschieden | ausgeschieden | ausgeschieden             | ausgeschieden             | ausgeschieden | ausgeschieden | ausgeschieden         | ausgeschieden         | ausgeschieden | ausgeschieden | -    |

### Leichtathletik
Laufen und Gehen
| Athleten              | Wettbewerb  | Vorlauf | Vorlauf | Halbfinale | Halbfinale | Finale    | Finale | Rang |
| Athleten              | Wettbewerb  | Zeit    | Rang    | Zeit       | Rang       | Zeit      | Rang   | Rang |
| --------------------- | ----------- | ------- | ------- | ---------- | ---------- | --------- | ------ | ---- |
| Frauen                |             |         |         |            |            |           |        |      |
| Nguyễn Thị Thanh Phúc | 20 km Gehen | –       | –       | –          | –          | 1:33:36 h | 36     | 36   |

Springen und Werfen
| Athleten           | Wettbewerb | Qualifikation | Qualifikation | Finale        | Finale        | Rang |
| Athleten           | Wettbewerb | Weite/Höhe    | Rang          | Weite/Höhe    | Rang          | Rang |
| ------------------ | ---------- | ------------- | ------------- | ------------- | ------------- | ---- |
| Frauen             |            |               |               |               |               |      |
| Dương Thị Việt Anh | Hochsprung | 1,80 m        | 15            | ausgeschieden | ausgeschieden | 29   |

### Ringen
| Athleten        | Wettbewerb       | 1. Runde | 1. Runde | Achtelfinale | Achtelfinale | Viertelfinale | Viertelfinale | Halbfinale    | Halbfinale    | Hoffnungsrunde Viertelfinale | Hoffnungsrunde Viertelfinale | Hoffnungsrunde Halbfinale | Hoffnungsrunde Halbfinale | Hoffnungsrunde Finale | Hoffnungsrunde Finale | Finale        | Finale        | Rang |
| Athleten        | Wettbewerb       | Gegner   | Ergebnis | Gegner       | Ergebnis     | Gegner        | Ergebnis      | Gegner        | Ergebnis      | Gegner                       | Ergebnis                     | Gegner                    | Ergebnis                  | Gegner                | Ergebnis              | Gegner        | Ergebnis      | Rang |
| --------------- | ---------------- | -------- | -------- | ------------ | ------------ | ------------- | ------------- | ------------- | ------------- | ---------------------------- | ---------------------------- | ------------------------- | ------------------------- | --------------------- | --------------------- | ------------- | ------------- | ---- |
| Freistil Frauen |                  |          |          |              |              |               |               |               |               |                              |                              |                           |                           |                       |                       |               |               |      |
| Nguyễn Thị Lụa  | Klasse bis 48 kg | Freilos  | Freilos  | Carol Huynh  | 0-5          | ausgeschieden | ausgeschieden | ausgeschieden | ausgeschieden | ausgeschieden                | ausgeschieden                | ausgeschieden             | ausgeschieden             | ausgeschieden         | ausgeschieden         | ausgeschieden | ausgeschieden | 16   |

### Rudern
| Athleten                   | Wettbewerb                  | Vorlauf     | Vorlauf | Hoffnungslauf | Hoffnungslauf | Viertelfinale | Viertelfinale | Halbfinale | Halbfinale | Finale      | Finale | Rang |
| Athleten                   | Wettbewerb                  | Zeit        | Rang    | Zeit          | Rang          | Zeit          | Rang          | Zeit       | Rang       | Zeit        | Rang   | Rang |
| -------------------------- | --------------------------- | ----------- | ------- | ------------- | ------------- | ------------- | ------------- | ---------- | ---------- | ----------- | ------ | ---- |
| Frauen                     |                             |             |         |               |               |               |               |            |            |             |        |      |
| Phạm Thị Hài Phạm Thị Thảo | Leichtgewichts-Doppelzweier | 7:50,06 min | 5       | 7:37,64 min   | 5             | –             | –             | –          | –          | 7:51,82 min | 4      | 16   |

### Schießen
| Athleten          | Wettbewerb         | Qualifikation | Qualifikation | Finale | Finale | Ringe | Rang |
| Athleten          | Wettbewerb         | Ringe         | Rang          | Ringe  | Rang   | Ringe | Rang |
| ----------------- | ------------------ | ------------- | ------------- | ------ | ------ | ----- | ---- |
| Frauen            |                    |               |               |        |        |       |      |
| Lê Thị Hoàng Ngọc | Luftpistole 10 m   | 379           | 21            | -      | -      | 379   | 21   |
| Lê Thị Hoàng Ngọc | Freie Pistole 25 m | 574           | 32            | -      | -      | 574   | 32   |
| Männer            |                    |               |               |        |        |       |      |
| Hoàng Xuân Vinh   | Freie Pistole 50 m | 563           | 4             | 95,5   | 3      | 658,5 | 4    |
| Hoàng Xuân Vinh   | Luftpistole 10 m   | 582           | 9             | -      | -      | 582   | 9    |

### Schwimmen
| Athleten            | Wettbewerb   | Vorlauf     | Vorlauf | Halbfinale    | Halbfinale    | Finale        | Finale        | Rang |
| Athleten            | Wettbewerb   | Zeit        | Rang    | Zeit          | Rang          | Zeit          | Rang          | Rang |
| ------------------- | ------------ | ----------- | ------- | ------------- | ------------- | ------------- | ------------- | ---- |
| Frauen              |              |             |         |               |               |               |               |      |
| Nguyễn Thị Ánh Viên | 200 m Rücken | 2:13,35 min | 1       | ausgeschieden | ausgeschieden | ausgeschieden | ausgeschieden | 26   |
| Nguyễn Thị Ánh Viên | 400 m Lagen  | 4:50,32 min | 1       | ausgeschieden | ausgeschieden | ausgeschieden | ausgeschieden | 28   |

### Taekwondo
| Athleten            | Wettbewerb       | Vorrunde      | Vorrunde | Viertelfinale | Viertelfinale | Halbfinale    | Halbfinale    | Hoffnungsrunde Halbfinale | Hoffnungsrunde Halbfinale | Hoffnungsrunde Finale | Hoffnungsrunde Finale | Finale        | Finale        | Rang |
| Athleten            | Wettbewerb       | Gegner        | Ergebnis | Gegner        | Ergebnis      | Gegner        | Ergebnis      | Gegner                    | Ergebnis                  | Gegner                | Ergebnis              | Gegner        | Ergebnis      | Rang |
| ------------------- | ---------------- | ------------- | -------- | ------------- | ------------- | ------------- | ------------- | ------------------------- | ------------------------- | --------------------- | --------------------- | ------------- | ------------- | ---- |
| Frauen              |                  |               |          |               |               |               |               |                           |                           |                       |                       |               |               |      |
| Chu Hoàng Diệu Linh | Klasse bis 67 kg | Helena Fromm  | 1-13     | ausgeschieden | ausgeschieden | ausgeschieden | ausgeschieden | ausgeschieden             | ausgeschieden             | ausgeschieden         | ausgeschieden         | ausgeschieden | ausgeschieden | 11   |
| Männer              |                  |               |          |               |               |               |               |                           |                           |                       |                       |               |               |      |
| Lê Huỳnh Châu       | Klasse bis 58 kg | Chen-Yang Wei | 1-5      | ausgeschieden | ausgeschieden | ausgeschieden | ausgeschieden | ausgeschieden             | ausgeschieden             | ausgeschieden         | ausgeschieden         | ausgeschieden | ausgeschieden | 11   |

### Turnen

#### Gerätturnen
| Athleten           | Wettbewerb   | Qualifikation | Qualifikation | Finale        | Finale        | Rang          |
| Athleten           | Wettbewerb   | Punkte        | Rang          | Punkte        | Rang          | Rang          |
| ------------------ | ------------ | ------------- | ------------- | ------------- | ------------- | ------------- |
| Frauen             |              |               |               |               |               |               |
| Đỗ Thị Ngân Thương | Stufenbarren | 11,466        | 73            | ausgeschieden | ausgeschieden | ausgeschieden |
| Phan Thị Hà Thanh  | Sprung       | 13,533        | 12            | ausgeschieden | ausgeschieden | ausgeschieden |
| Phan Thị Hà Thanh  | Boden        | 12,466        | 71            | ausgeschieden | ausgeschieden | ausgeschieden |
| Männer             |              |               |               |               |               |               |
| Phạm Phước Hưng    | Ringe        | 14,433        | 40            | ausgeschieden | ausgeschieden | ausgeschieden |